# مایکل واندماکر
مایکل واندماکر (انگلیسی: Michael Wandmacher؛ زادهٔ ۲۹ اکتبر ۱۹۶۷) موسیقی‌دان و آهنگساز اهل ایالات متحده آمریکا است.

## گزیدهٔ آثار

### سینما
- صدایی از سنگ‌ها (۲۰۱۷)
- جهان زیرین: جنگ‌های خونین (۲۰۱۶)
- ۱۳ گناه (۲۰۱۴)
- رانندگی جنون (۲۰۱۱)
- پیرانا سه‌بعدی (۲۰۱۰)
- ولنتاین خونین من (۲۰۰۹)
- مجازاتگر: منطقه جنگ (۲۰۰۸)
- قطار (۲۰۰۸)
- عقب‌نشینی هرگز (۲۰۰۸)
- چوپان دروغگو (۲۰۰۵)
- حرکت بزرگ مکس کیبل (۲۰۰۱)
- کمین (۲۰۰۱)
- جاسوس تصادفی (۲۰۰۱)
- استاد مست ۲ (۱۹۹۴)
- ابرپلیس ۲ (۱۹۹۳)
- اژدهای دوقلو (۱۹۹۲)
- زره خدا (۱۹۸۶)

### تلویزیون
- بن ۱۰: ازدحام بیگانه (۲۰۰۹)
- ساحل جنوبی (۲۰۰۶)

### بازی‌های ویدئویی
- بلادبورن (۲۰۱۵)
- فلز درهم‌تنیده (۲۰۱۲)
- ماداگاسکار (۲۰۰۵)